# Rainer Giesel
Rainer B. Giesel (* 11. August 1942 in Potsdam; † 24. September 2021 in Berlin) war ein deutscher Politiker (CDU).

## Leben
Giesel legte 1962 das Abitur ab und studierte anschließend an der Freien Universität Berlin Volkswirtschaft. 1970 schloss er das Studium als Diplom-Volkswirt ab. Er arbeitete als freier Mitarbeiter bei verschiedenen Einrichtungen der politischen Bildung, später auch dort als Dozent, Unterrichtsleiter und Lehrbeauftragter.
Schon im Studium trat Giesel 1965 der CDU bei. Bei der Wahl zum Abgeordnetenhaus von Berlin 1975 wurde er zum Mitglied des Abgeordnetenhauses von Berlin gewählt. Bei der folgenden Wahl 1979 wurde er zunächst nicht gewählt, da aber Richard von Weizsäcker als Bundestagsabgeordneter im Dezember 1979 aus dem Berliner Parlament ausschied, konnte Giesel nachrücken. Insgesamt war er – abgesehen von einigen Monaten – fast 20 Jahre lang im Parlament tätig, bis er 1995 ausschied. Er war vor allem im Ausschuss für Verkehr und Betriebe und im Ausschuss für Bundesangelegenheiten und Gesamtberliner Fragen aktiv.
Giesel war seit seinen Schülertagen in verschiedenen europäischen Organisationen tätig, unter anderem auch in der Europa-Union Deutschland.

## Familie
Giesels Sohn ist der Journalist und TV-Produzent Peter Giesel, der vor allem durch die Fernsehsendung Achtung Abzocke Bekanntheit erlangte. 

## Ehrungen
- Ab 1987 war er Ehrenvorsitzender der Europa-Union Berlin.
- 2012 wurde er mit dem Verdienstkreuz am Bande des Bundesverdienstordens ausgezeichnet.[1][2]
- 2015 wurde er für den Europa-Preis Blauer Bär der Stadt Berlin nominiert.[3]